# Nettuno (astrologia)

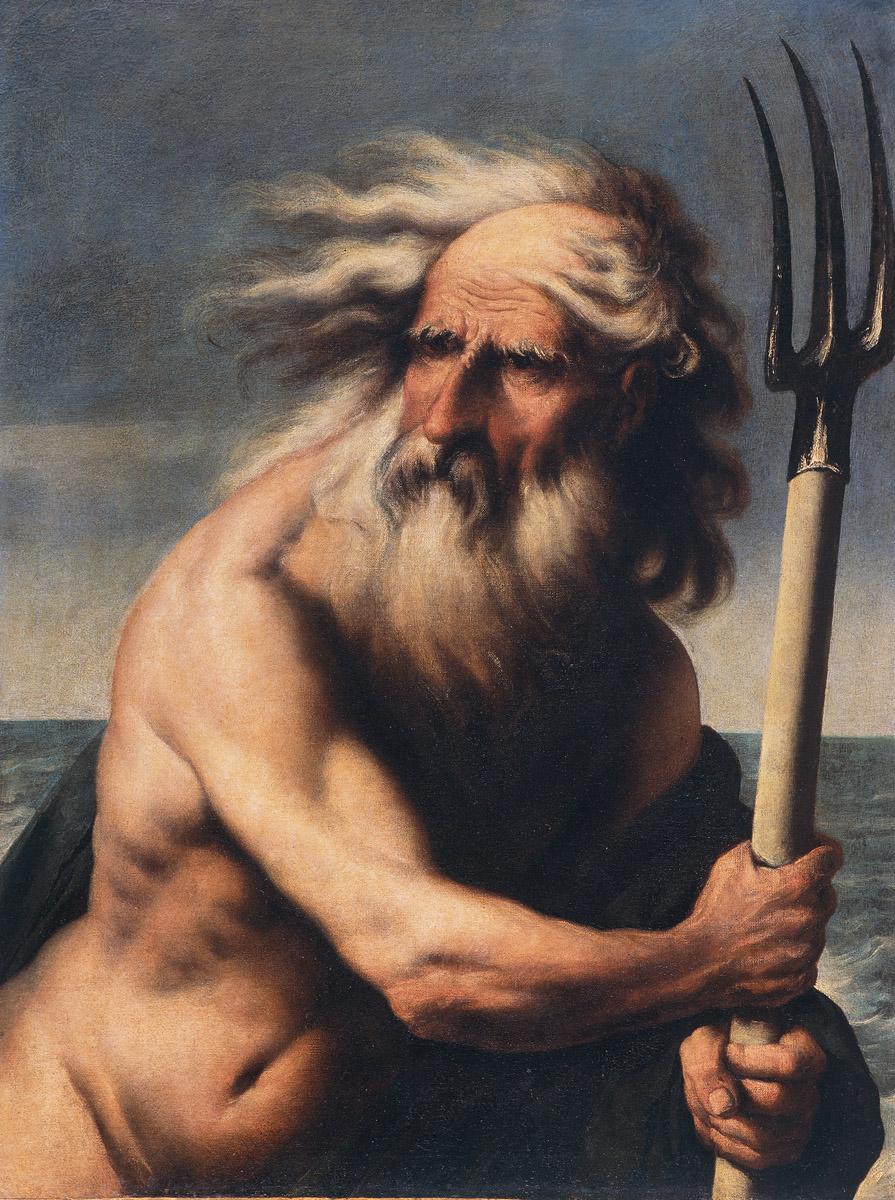
Nettuno che minaccia i venti, di Pietro della Vecchia (1650 circa)

Nettuno è il secondo dei pianeti trans-saturniani, definiti così perché scoperti in età moderna dopo il pianeta Saturno. Nettuno pertanto, come Plutone ed Urano, non è contemplato in astrologia classica.

## Significato

Glifo del pianeta Nettuno

Nettuno è il pianeta dominante dei Pesci e per cosignificanza domina anche la casa dodicesima del tema natale.
Nettuno è il pianeta che in astrologia rappresenta i sogni, le illusioni e i voli di fantasia, che odia la norma ed anela all'anticonformismo, al culto del diverso.
Nettuno ha come significato la fuga dalla realtà, intesa come misticismo e grande religiosità. L'aspetto negativo di questa tendenza alla spiritualità è il rifugio in forme estreme di dipendenza, ad esempio dalla droga.

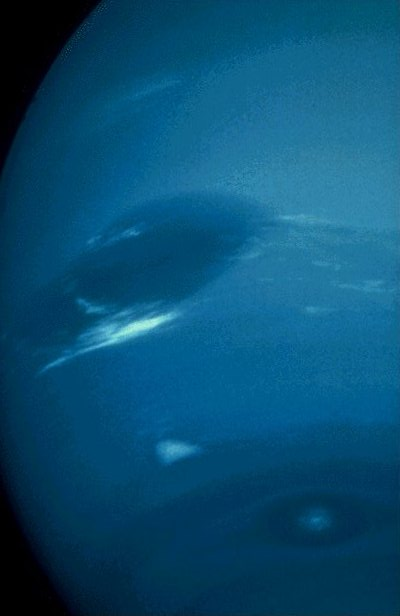
il pianeta Nettuno visto dallo spazio

In alcune concezioni astrologiche come quella antroposofica, Nettuno è considerato un pianeta esterno al sistema solare che non ha partecipato alla sua formazione ma si è aggiunto ad esso solo in seguito, e pertanto il suo influsso astrale sulla Terra non è ritenuto di particolare rilevanza.

## Nettuno nei Segni
Nettuno in Ariete
Il pianeta qui risulta molto sacrificato, e nel segno in cui Marte e Sole sono signori risulta quasi bruciato dall’eccessiva vivacità. Può tuttavia dare colpi di genio inaspettati e molta forza e spirito di inventiva. La religiosità è rigorosa in quanto l’Ariete è un segno anticonformista.
Nettuno in Toro
Il pianeta qui appare sacrificato dall’immobilismo taurino, e rischia di non vedere mai espresse le sue doti di genialità, l’unico moto di inventiva potrebbe essere nelle professioni agricole legate alla terra e alle coltivazioni. La religiosità è sacrificata e vissuta in maniera placida e sottomessa. Il misticismo è rituale.
Nettuno in Gemelli
Nettuno in Gemelli, nonostante qui sia leggermente sacrificato riesce ad esprimere grande vivacità. Il pianeta solleticato dallo spirito mercuriale del segno rende qui propensi alla conquista di nuovi spazi sociali e mette la sua creatività nell’interazione sociale. Favoriti i sogni ad occhi aperti e l’ironica. Il misticismo e la religiosità diviene in questa combinazione, un misticismo dissacrante, pronto a mettere alla berlina i rituali ecclesiastici e i dogmi clericarli.
Nettuno in Cancro
Nettuno qui, immerso nell’acqua che gli ricorda il segno di cui è signore (i pesci) si trova a suo agio perfettamente. Lo spirito di avventura è molto contenuto e, più che avventure per le selve dell’amazzonia si prefigurano avventure romantiche o legate alla conquista di nidi d’amore confortevoli lontano da petulanti scocciatori. La produzione artistica tende ad un recupero nostalgico del passato, la religione invece è vista con fervore e con passione devota che porta anche all’espiazione dei peccati con forme di penitenza anche corporale.
Nettuno in Leone
Il pianeta qui è in caduta, a causa della presenza del Sole. Tuttavia Nettuno qui riesce bene a resistere all’irruenza del luminare ed esprime alcune sue caratteristiche positivamente. L’esplorazione e il desiderio di conoscenza diviene viene polarizzato su se stessi, e anche nella produzione artistica c’è bisogno di immaginare e scandagliare il presente e se stessi. Il misticismo in questa sede non si esprime fortemente, ma Nettuno in questa posizione da una visione meno pessimistica della morte.
Nettuno in Vergine
Il pianeta qui è molto sacrificato, perde il gusto dell’avventura e dona un imperante desiderio di ordine sia nell’ambiente circostante sia a  livello mentale.
Nettuno in Bilancia
Nettuno in Bilancia si trova qui a suo agio, e riprende a molti dei suoi significati. Lo spirito d'avventura perde così le sue connotazioni più corpose, e preferisce il mondo delle idee come campo di scoperta e di conquista. Nettuno qui ripropone i grandi problemi dell'esistenza, della giustizia, dell'ecologia, e due pericoli lo insidiano: il fanatismo e l'utopia. Il misticismo assume qui i contorni di una fede rigorosa e ispirata.
Nettuno in Scorpione
In questa sede Nettuno vibra nella sede delle acque nascoste e il suo interesse volge verso l’ignoto e l’occulto.
Si manifesta poco l’estro creativo, perché l’intelligenza dello scorpione incanala con vigore l’estro nettuniane. Il misticismo prende qui la piega pericolosa del puritanesimo che punta il dito contro i peccati altrui per nascondere i propri.
Nettuno in Sagittario
Posizione assolutamente privilegiata per il pianeta che, a braccetto con il signore del Sagittario, Giove, infiamma il desiderio di esplorare e varcare i confini del quotidiano. Nettuno qui indica trasformismo in tutti i sensi, sia desiderio di cambiare sia desiderio di trasformare l’ego in qualche cosa d’altro.
Per quanto riguarda la fede e la religione può dare Santi e persone infiammate dallo Spirito e dalla fede che si recano lontano a praticare atti di conversione e apostolato.
Nettuno in Capricorno
Posizione dura per il pianeta, limita il suo spirito di avventura e la prudenza la fa da padrona. Le persone tendono all’involuzione invece che una evoluzione, si cerca il ripristino dello status quo. La fantasia è sacrificata, il rapporto con la religione è conservatore.
Nettuno in Acquario
Qui il pianeta si trova nella sua esaltazione. Favorisce lo spirito di avventura, le esplorazioni e il desiderio di varcare i confini. La religiosità si orienta verso culti orientali e verso un ritorno del panismo. Qui si possono avere persone con una grandissima genialità e forza di intelletto che producono opere d’arte insolite.
Nettuno in Pesci
Qui il pianeta si trova nel suo domicilio primario. Il rischio di essere troppo con la testa fuori dal mondo è molto forte, in questa sede nascono persone estremamente trasformiste sia nel modo di vestire sia nel modo di porsi. Il misticismo è alto e si orienta nella religione con slanci appassionati. La genialità e la fantasia risultano anche troppo stimolate e l'ipersensibilità del segno tende a impedire quel distacco, quella oggettivazione creativa che consentono di produrre vere opere d'arte. Il rischio principale che insidia Nettuno qui è il sentimentalismo, il romanticismo che diventa romanticheria.